# Estadio Rubén Deras
Estadio Rubén Deras – stadion piłkarski znajdujący się w mieście Choloma w Hondurasie. Posiada nawierzchnię trawiastą. Może pomieścić 5000 osób. Swoje mecze rozgrywa na nim klub Atlético Choloma.